# Caligus wilsoni
Caligus wilsoni är en kräftdjursart som beskrevs av Delamare Deboutteville och Nunes-Ruivo 1958. Caligus wilsoni ingår i släktet Caligus och familjen Caligidae. Inga underarter finns listade i Catalogue of Life.